# 90-mm-Gun M1
Die 90-mm-Gun M1 ist ein amerikanisches Flugabwehrgeschütz, das ab 1938 aufgrund der steigenden Leistungsfähigkeit der Flugzeuge für das – für die Luftabwehr verantwortliche – US Coast Artillery Corps entwickelt und ab Mitte 1940 produziert wurde. Es stellte einen großen Teil der schweren Flakgeschütze der alliierten Streitkräfte im Zweiten Weltkrieg dar. Die leistungsfähige Waffe kam später auch als Kampfwagenkanone und Panzerabwehrkanone zum Einsatz.

## Geschichte

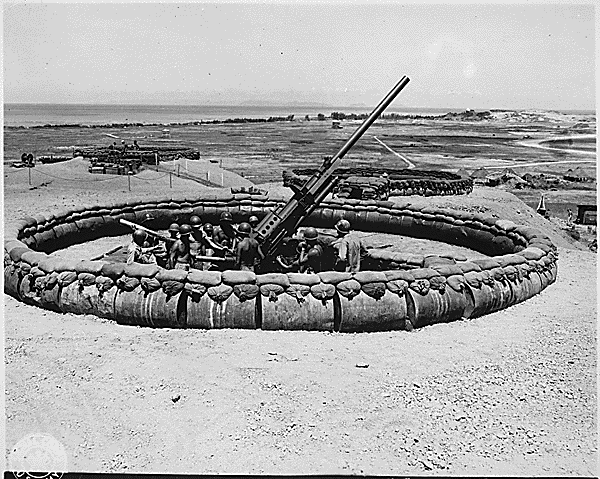
M1A1-Feuerstellung auf Okinawa

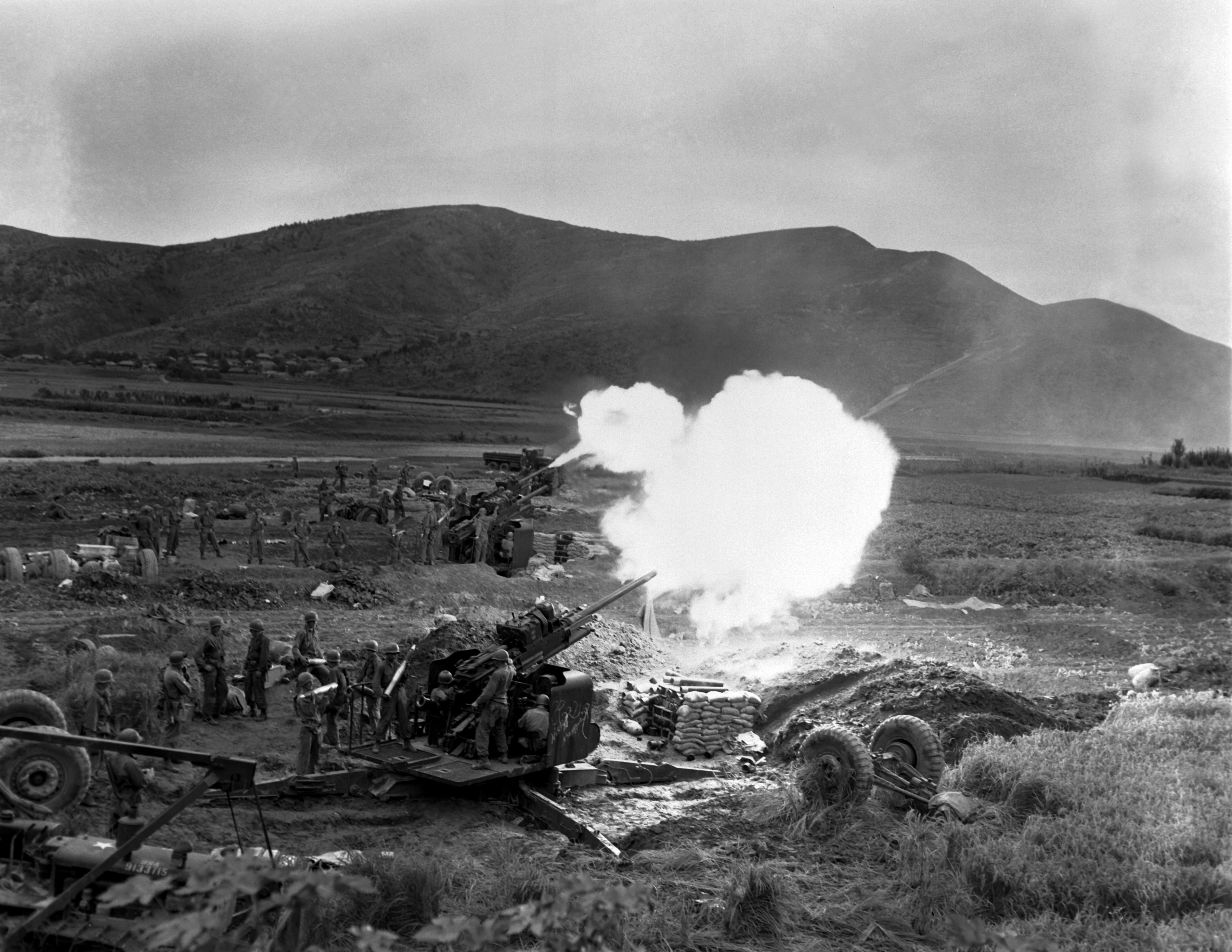
M2-Kanonen des 68th Battalion im Feuerkampf in Korea. Hier allerdings als Artillerieunterstützung. Deutlich zu sehen ist die Kreuzlafette.

Seit den 1930er-Jahren nutzte die US Army als schwerste Geschütze in der Luftabwehr Kanonen mit einem Kaliber von 76,2 mm (3-inch), die 3-inch M1918 Gun und die 3-inch Anti-Aircraft Gun M3. Der letzte Versuch, modernere Geschütze einzuführen, hatte Anfang der 1930er-Jahre zu den Entwicklungstypen T8 und T9 geführt, welche jedoch ebenfalls im 3-inch Kaliber blieben. Wie alle anderen Nationen studierten die amerikanischen Offiziere den Kriegsverlauf im Spanischen Bürgerkrieg und kamen zum Ergebnis, dass das bisher genutzte Kaliber künftig nicht mehr ausreichend sein könnte. So suchte man ab 1938 nach einem wesentlich leistungsstärkeren Geschütz. Es war klar, dass es ein größeres Kaliber von wenigstens 90 mm oder gar 120 mm (4.7-inch) haben sollte, dennoch manuell zu bedienen sein sollte und transportierbar bleiben musste.
Nach einem Entwicklungsauftrag vom 9. Juni 1938 wurden letztlich zwei Prototypen, je einer pro Kaliber, vorgestellt. Die neuen Entwürfe waren viel besser als der erst einige Jahre alte T9-Entwurf, der gerade erst bis zur Produktionsreife weiterentwickelt worden war. Man war überzeugt, den T1 der 90-mm-Kanone schnell so weiterzuentwickeln, dass man auf die Einführung der T9-3-inch-Flugabwehrkanone verzichtete. Schon 1940 war die 90-mm-Flak in der Ausführung T2 so weit entwickelt, dass man das Geschütz als 90-mm-Gun M1 einführte. Auch der 120-mm-Entwurf wurde als 120-mm-Gun M1 eingeführt.

## Produktion
Die Serienfertigung begann mit der eingeführten Ausführung M1, doch es wurden kontinuierlich Verbesserungen am Geschütz durchgeführt. Nach etwa dem 400sten Geschütz wurden die Richtmechanik und die Lademechanik überarbeitet und die verbesserte Ausführung M1A1 ging in Serie.

### 90-mm-Gun M1A1
Der Wechsel auf das neue Geschütz erfolgte Ende 1940 und die offizielle Einführung erfolgte am 22. Mai 1941. Durch eine Änderung am Lademechanismus konnte die Feuergeschwindigkeit auf bis zu 20 Schuss pro Minute gesteigert werden. Als die Vereinigten Staaten in den Zweiten Weltkrieg eintraten, waren schon tausende dieser Geschütze produziert worden. Durch die Rationalisierung der Fertigung konnte die Produktionsmenge bis auf mehrere tausend Geschütze pro Monat gesteigert werden. Damit wurde die 90-mm-Gun M1A1 zu einem der am weitesten verbreiteten Luftabwehrgeschütz der US-Streitkräfte.

## Technik
Die 90-mm-Geschütze standen auf einer einfachen vierrädrigen Kreuzlafette. Der Lagerzapfen war hinter dem Bodenstück angebracht, um ein einfacheres Laden zu gewährleisten. Bei der Version M1A1 wurde das Seiten- und Höhenrichten über einen elektrischen Kontrollstand geregelt. Durch Nutzung eines Radars konnte so die grobe Anflugrichtung feindlicher Flugzeuge angerichtet werden. Die Feinjustierung übernahm dann wieder der Richtschütze, der dann aber weitaus weniger Arbeit hatte und effizienter feuern konnte. Zudem lag der Kontrollstand abseits des Geschützes, sodass die Besatzung zweigeteilt war und gefallene Besatzungsmitglieder notfalls ersetzt werden konnten, damit das Geschütz weiterhin einsatzfähig blieb. Außerdem wurde der Lademechanismus verbessert, was eine höhere Schussfolge ermöglichte.
Verschossen wurden hochexplosive Granaten mit einem Gewicht von je 10,61 kg. Um die Arbeit der Ladeschützen zu erleichtern, wurde ein federbetätigter Ansetzer angebracht. Dieser sollte auch dazu führen, die Schusskadenz zu erhöhen. Er erwies sich allerdings als störungsanfällig und die Bedienmannschaften bauten das Gerät vielfach einfach ab.

## Einsatz
Angesichts des baldigen Kriegseintritts der Vereinigten Staaten stellte sich heraus, dass die Geschütze ähnliche Leistungsmerkmale aufwiesen wie die gefürchtete deutsche Acht-Acht. Doch auch wenn das Geschütz gelegentlich gegen Bodenziele zum Einsatz kam, hatte es doch den Nachteil, dass der horizontale Höhenrichtbereich nur bis maximal 0° ging. Durch die hohe Lagerung des Rohrs war damit in vielen Fällen eine wirksame Bekämpfung von Bodenzielen aus erhöhten Stellungen und bei flachen Zielen teils sogar im flachen Gelände ausgeschlossen.
Um die leistungsfähige Waffe für diese Einsatzform nutzbar zu machen, wurde mit dem Rohr eine Waffe mit doppelter Funktion und ein Panzergeschütz entwickelt.
Ab 1944 wurden Annäherungszünder verfügbar und steigerten die Wirksamkeit der Waffe.
Die M1A1 Anti-Aircraft Gun, dasM2 Geschütz und die Panzerkanone M3 blieben bis in die 1950er-Jahre im Dienst und wurden noch im Koreakrieg eingesetzt, anschließend allerdings ausgemustert, als die Umstellung bei der Flugabwehr und Panzerabwehr mehr und mehr auf Raketen erfolgte.

## Varianten

### 90-mm-Gun M2
Die 90-mm-Gun M1 eigneten sich mit dem großen Kaliber für Aufgaben der Panzerabwehr. Deshalb wurde die Waffe völlig neu gestaltet, um sowohl in der Panzerabwehr als auch in Flugabwehr einsetzbar zu werden. Die Munitionszuführung wurde überarbeitet und eine neue automatische Zünderstellmaschine, die M20, wurde ergänzt. Hierdurch konnte die Kadenz nochmals, auf jetzt 24 Schuss/min, gesteigert werden. Durch die Änderungen wurde ein negativer Höhenrichtbereich von −10° ermöglicht. Außerdem wurde ein großer Schutzschild ergänzt. Die offizielle Einführung erfolgte am 13. Mai 1943.
Das neue Geschütz war von der Protze aus innerhalb von 3 Minuten feuerbereit und benötigte für ein Instellunggehen nur 7 Minuten.

### 90-mm-Tank gun M3

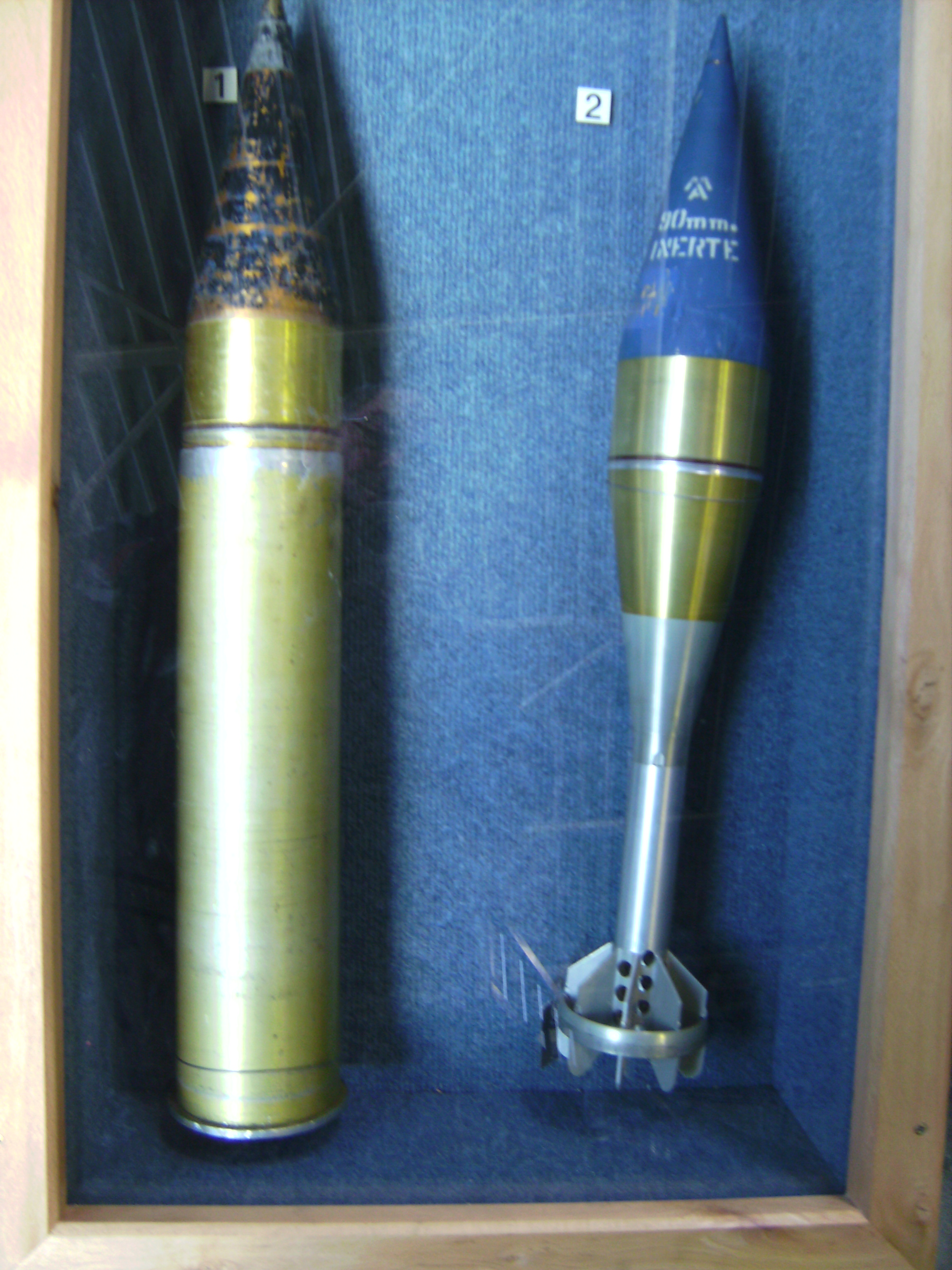
Granate 90 mm

Für den Einsatz in Kampfpanzern musste die Waffe anders lafettiert werden. Neue Schildzapfen und Halterungen wurden konstruiert, um dieses Geschütz später als Hauptkanone in zum Beispiel den M26 Pershing und den Panzerjäger M36 Jackson einzubauen. Das erste Fahrzeug, welches mit der Waffe ausgerüstet wurde, war der experimentelle Panzer T7. Auch wurde ein M10 Tank Destroyer Anfang 1943 mit der M3-Kanone erprobt. Letztlich führte dies zum Bau des M36 Tank Destroyer.
Die M3 Gun konnte das 90-mm-APC M82 Geschoss (Panzergranate) mit einer Mündungsgeschwindigkeit von 810 m/s verschießen. Diese Munition und die Mündungsgeschwindigkeit waren mit der Munition des deutschen Panzerkampfwagen Tiger I vergleichbar. Doch der zu jener Zeit eingeführte deutsche Tiger II mit seiner 8,8-cm-KwK 43 verschoss eine neue Munition, welche deutlich leistungsfähiger war. Aus diesem Grund erhielten einige Besatzungen der T26/M26 vom amerikanischen Zeugamt (Ordance) spezielle 90-mm-HVAP Ammunition (High-Velocity, Armor-Piercing), welche mit einem Wolfram-Kern und einer hohen Mündungsgeschwindigkeit von 1.020 m/s höhere Durchschlagsleistungen erzielte. Doch diese Spezialmunition stand nur sehr begrenzt zur Verfügung. Alternativ wurde auch die 90-mm-T33 AP ausgegeben, die zweifach gehärtet und, eine ballistische Kappe verwendend, eine Mündungsgeschwindigkeit von 850 m/s erreichte.
In einer Weiterentwicklung wurde die Waffe mit einer Mündungsbremse versehen und als M3A1 noch in den Kampfpanzern M46 Patton und den frühen M48 Patton sowie in generalüberholten M36 Tank Destroyern eingebaut. Auf diesen Fahrzeugen kam die Waffe noch im Korea-Krieg zum Einsatz.